# Vitalades
Vitalades (griechisch Βιταλάδες (m. pl.)) ist ein Dorf im Südosten der griechischen Insel Korfu. Zusammen mit Gardenos bildet es die gleichnamige Ortsgemeinschaft (Τοπική Κοινότητα Βιταλάδων Topikí Kinótita Vitaládon) im Gemeindebezirk Lefkimmi der Gemeinde Notia Kerkyra und zählt insgesamt 524 Einwohner.

## Gliederung und Einwohnerentwicklung
Vitalades wurde 1948 durch Abtrennung von Perivoli als Landgemeinde gegründet. Gardenos wurde 1991 als  Siedlung anerkannt. Im Zuge der Gemeindereform 1997 wurde Vitalades nach Lefkimmi eingemeindet, mit dem es 2011 in der neuen Gemeinde Kerkyra aufging.
Einwohnerentwicklung von Vitalades
| Name      | griechischer Name | Code       | 1920 | 1928 | 1940 | 1951 | 1961 | 1971 | 1981 | 1991 | 2001 | 2011 |
| --------- | ----------------- | ---------- | ---- | ---- | ---- | ---- | ---- | ---- | ---- | ---- | ---- | ---- |
| Vitalades | Βιταλάδες         | 3204010301 | 184  | 225  | 327  | 378  | 444  | 408  | 495  | 532  | 475  | 442  |
| Gardenos  | Γαρδένος (m. sg.) | 3204010302 |      |      |      |      |      |      |      | -    | 63   | 82   |
| Gesamt    | Gesamt            | 32040103   | -    | -    | -    | 378  | 444  | 408  | 495  | 532  | 538  | 524  |